# Imaani

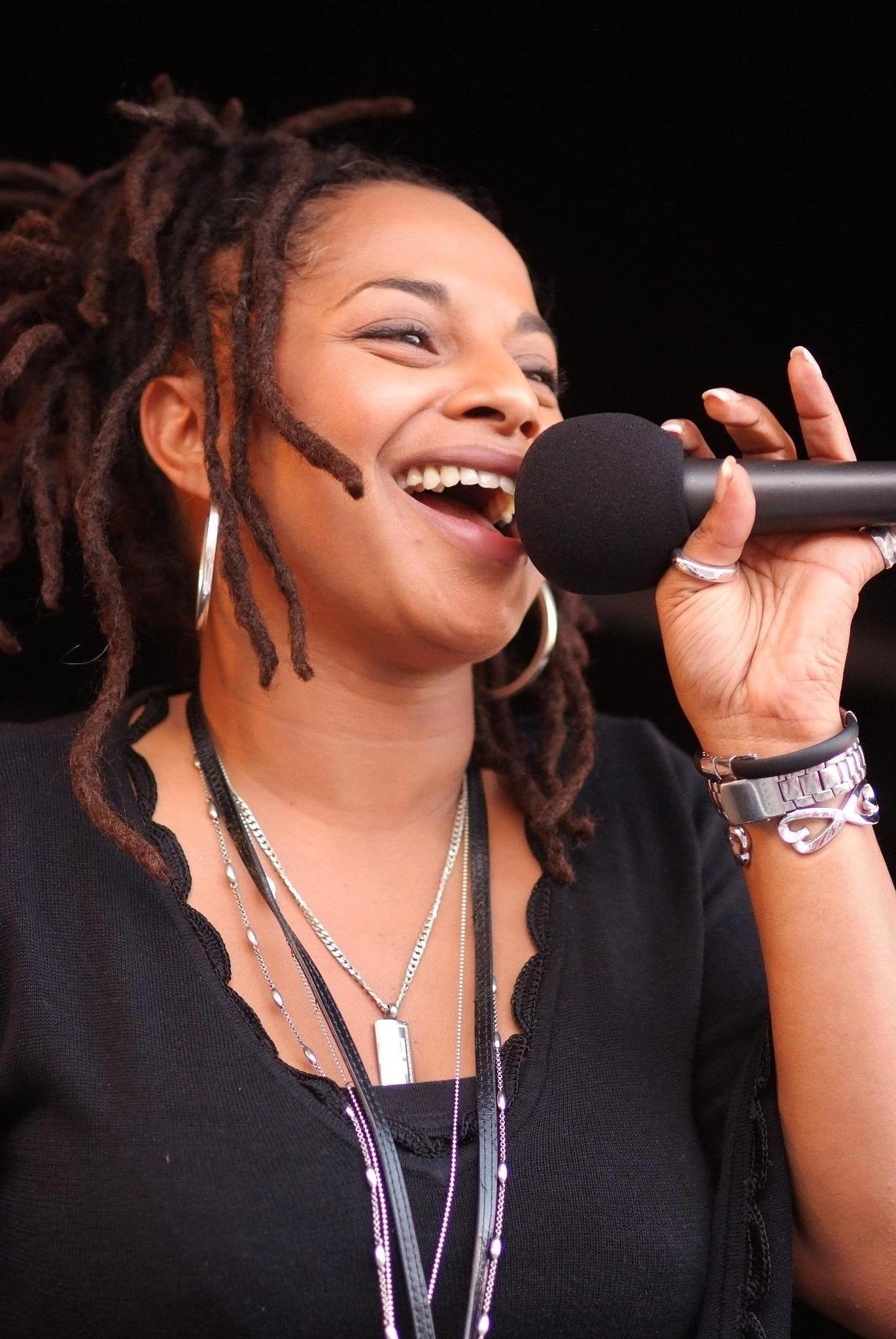
Imaani Saleem

Imaani, ook wel Imaani Saleem, geboren als Melanie Crosdale, (Nottingham, 1972) is een Britse zangeres.

## Biografie
In 1998 vertegenwoordigde ze het Verenigd Koninkrijk op het Eurovisiesongfestival 1998 in Birmingham met het lied Where are you. Imaani was een grote favoriet maar in de puntentelling holde ze meestal achter Malta en Israël aan. De laatste jury gaf Malta echter geen punten terwijl het maximum naar Imaani ging waardoor ze in extremis nog op de 2de plaats eindigde.
Ondanks haar succes met de single - deze kwam ondersteund met een alarmschijf in de top 10 van de Nederlandse Top 40 en haalde de 12de plaats in de Ultratop 50 - heeft Imaani nooit een album uitgebracht en na een aantal onbekende projecten is de zangeres uit de showbizz verdwenen.
Wel treedt Imaani nog steeds regelmatig op als een van de vaste zangeressen van Incognito. Daarnaast is ze ook een veelgevraagd sessiezangeres.

## Discografie

### Singles
| Single met eventuele hitnotering(en) in de Nederlandse Top 40 | Datum van verschijnen | Datum van binnenkomst | Hoogste positie | Aantal weken | Opmerkingen |
| ------------------------------------------------------------- | --------------------- | --------------------- | --------------- | ------------ | ----------- |
| Where are you                                                 | 1998                  | 30-05-1998            | 8               | 7            | Alarmschijf |

| Single met hitnotering(en) in de Vlaamse Ultratop 50 | Datum van verschijnen | Datum van binnenkomst | Hoogste positie | Aantal weken | Opmerkingen |
| ---------------------------------------------------- | --------------------- | --------------------- | --------------- | ------------ | ----------- |
| Where are you                                        | 1998                  | 23-05-1998            | 12              | 12           |             |

### NPO Radio 2 Top 2000
Van Imaani stond alleen Where Are You? in 2001 in de NPO Radio 2 Top 2000, op plek 1944.
1957: Patricia Bredin · 
1959: Pearl Carr & Teddy Johnson · 
1960: Bryan Johnson · 
1961: The Allisons · 
1962: Ronnie Carroll · 
1963: Ronnie Carroll · 
1964: Matt Monro · 
1965: Kathy Kirby · 
1966: Kenneth McKellar · 
1967: Sandie Shaw · 
1968: Cliff Richard · 
1969: Lulu · 
1970: Mary Hopkin · 
1971: Clodagh Rodgers · 
1972: The New Seekers · 
1973: Cliff Richard · 
1974: Olivia Newton-John · 
1975: The Shadows · 
1976: Brotherhood of Man · 
1977: Lynsey de Paul & Mike Moran · 
1978: Co-Co · 
1979: Black Lace · 
1980: Prima Donna · 
1981: Bucks Fizz · 
1982: Bardo · 
1983: Sweet Dreams · 
1984: Belle & The Devotions · 
1985: Vikki Watson · 
1986: Ryder · 
1987: Rikki · 
1988: Scott Fitzgerald · 
1989: Live Report · 
1990: Emma · 
1991: Samantha Janus · 
1992: Michael Ball · 
1993: Sonia · 
1994: Frances Ruffelle · 
1995: Love City Groove · 
1996: Gina G · 
1997: Katrina & the Waves · 
1998: Imaani · 
1999: Precious · 
2000: Nicki French · 
2001: Lindsay Dracass · 
2002: Jessica Garlick · 
2003: Jemini · 
2004: James Fox · 
2005: Javine Hylton · 
2006: Daz Sampson · 
2007: Scooch · 
2008: Andy Abraham · 
2009: Jade Ewen · 
2010: Josh Dubovie · 
2011: Blue · 
2012: Engelbert Humperdinck · 
2013: Bonnie Tyler · 
2014: Molly · 
2015: Electro Velvet · 
2016: Joe & Jake · 
2017: Lucie Jones · 
2018: SuRie · 
2019: Michael Rice · 
2021: James Newman ·
2022: Sam Ryder ·
2023: Mae Muller ·
2024: Olly Alexander ·
2025: Remember Monday
- Gemeinsame Normdatei: 135100054
- International Standard Name Identifier: 0000 0000 5691 3977
- MusicBrainz: 84272ef6-82b7-4c89-a41c-89efa0a8fbfe
- Virtual International Authority File: 79963924
- WorldCat: E39PBJj4xfDWQymr9RW7YvppT3